# Hans Feßmeyer

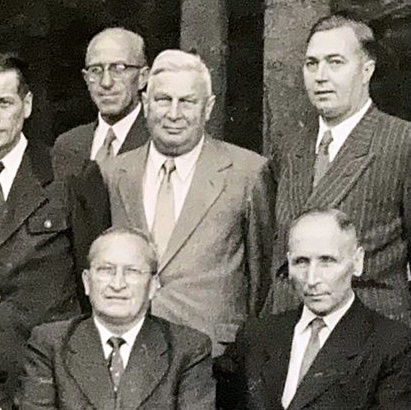
Hans Feßmeyer (mittig, mit hellem Anzug)

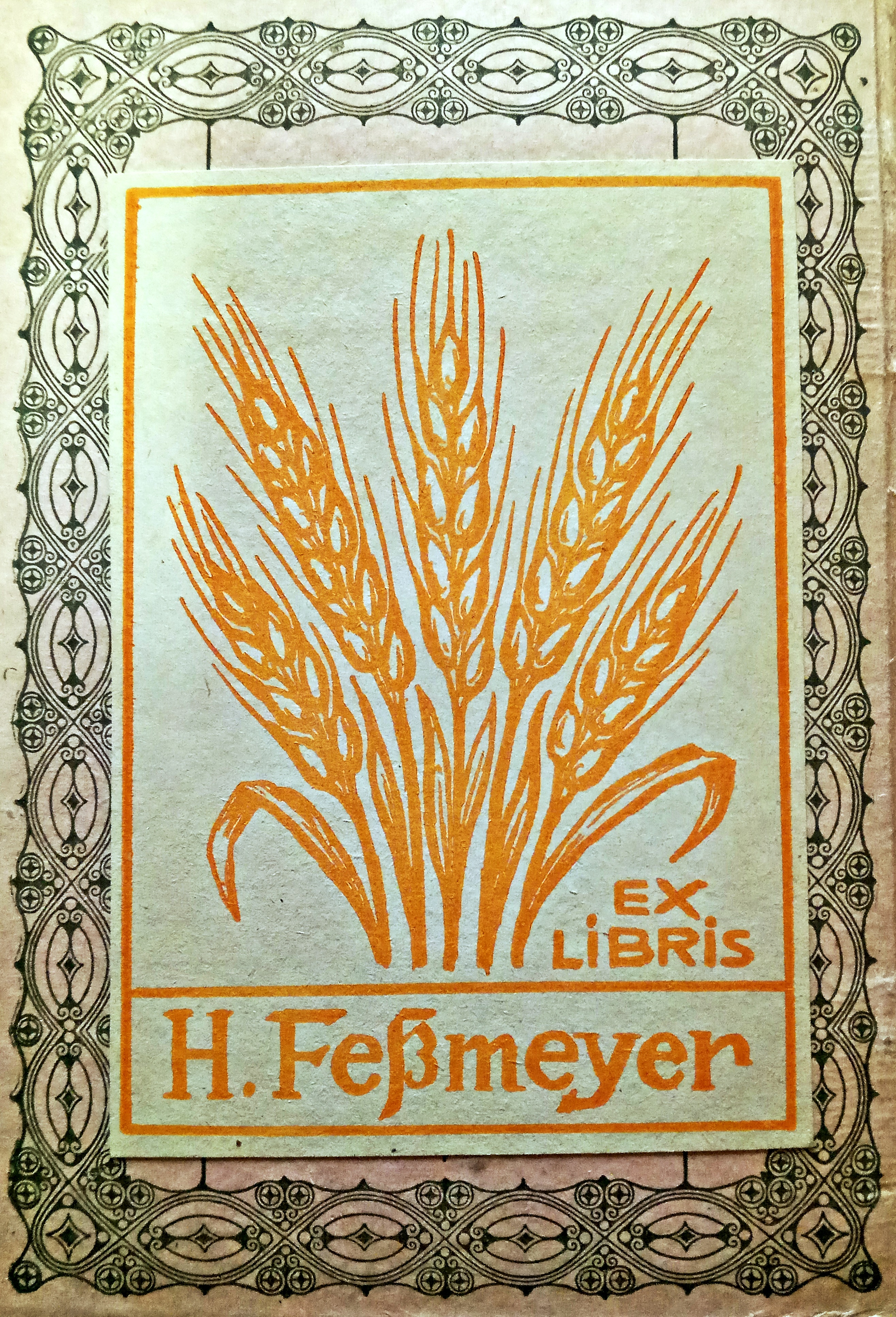
Exlibris Hans Feßmeyer, um 1920

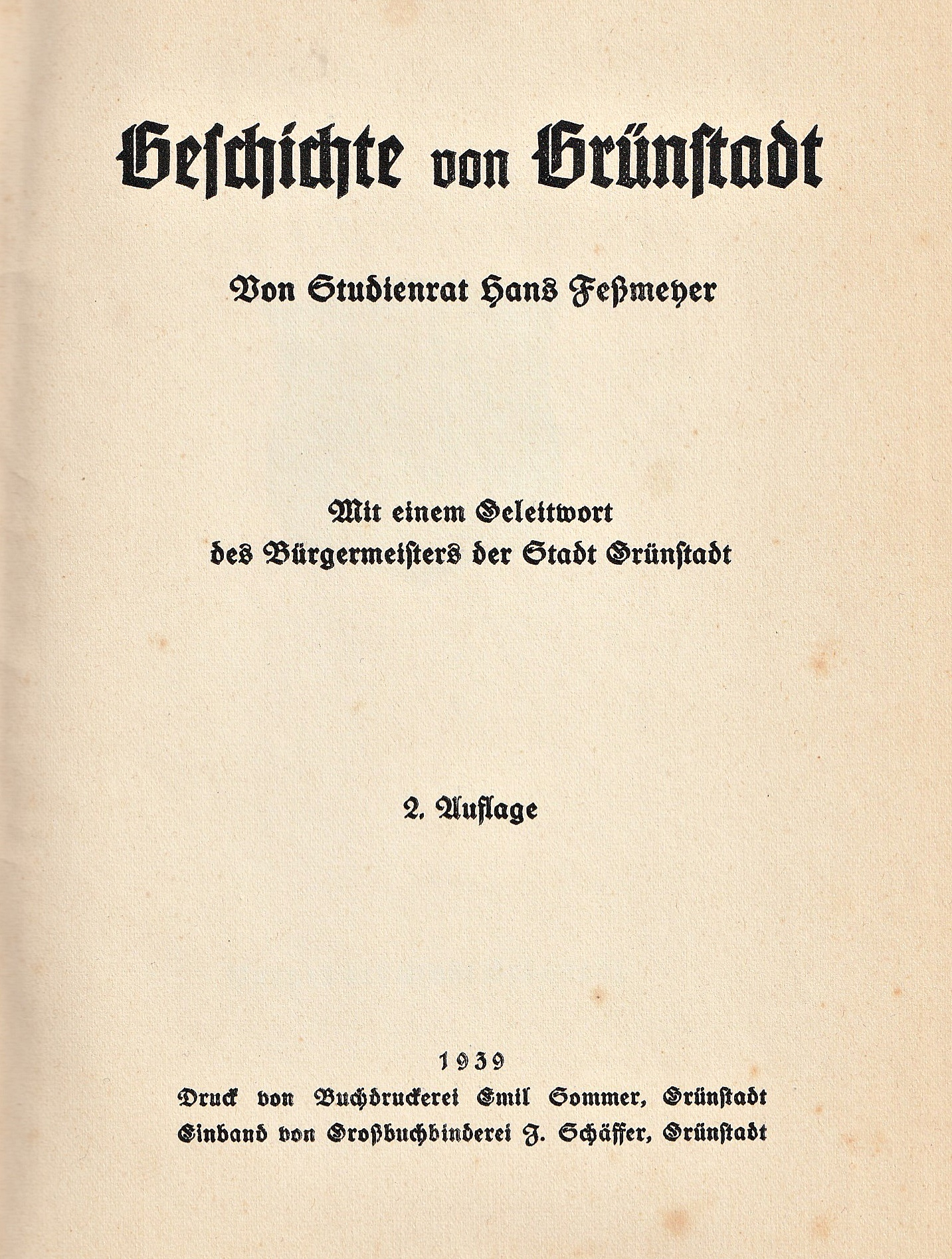
Titelblatt des Buches „Geschichte von Grünstadt“, 1939

Hans Feßmeyer (* 8. Februar 1886 in Kaiserslautern; † 15. März 1956 in Grünstadt) war ein deutscher Pädagoge, Heimatforscher und Autor.

## Leben und Wirken
Er war der Sohn des städtischen Grünstadter Einnehmers Johannes Feßmeyer.
Hans Feßmeyer wurde Lehrer und amtierte als Studienprofessor am Progymnasium Grünstadt. Heimatgeschichtlich stark interessiert engagierte er sich im Altertumsverein Grünstadt und gab von 1929 bis 1934 die Vereinspublikation „Neue Leininger Blätter“ mit heraus, die zahlreiche Beiträge von ihm enthielt. Er veröffentlichte mehr als 100 heimatgeschichtliche Arbeiten, darunter das Buch „Geschichte von Grünstadt“ (1. Auflage 1936, 2. Auflage 1939). Das 1956 von ihm verausgabte Werk „Der Stumpfwald bei Ramsen“ wurde 1999 nochmals neu aufgelegt.
1954 zeichnete man Feßmeyer mit der Bronzenen Verdienstmedaille der „Pfälzischen Gesellschaft zur Förderung der Wissenschaften“ aus.